# Vacalar
Vacalar é uma povoação portuguesa sede da Freguesia de Vacalar do Município de Armamar, freguesia com 6,04 km² de área e 172 habitantes (censo de 2021), tendo, por isso, uma densidade populacional de 28,5 hab./km².
Muito próximo do rio Douro, Vacalar é uma das freguesias mais a norte do município. Dela faz parte a povoação de São Joaninho.
Em tempos, tanto Vacalar como São Joaninho foram lugares anexos da freguesia de Armamar. Em 1958, Vacalar recebeu a sua autonomia administrativa.
A padroeira de Vacalar é Nossa Senhora da Graça com igreja construída num lugar onde havia existido uma capela medieval da mesma invocação.
Do património religioso da povoação faz ainda parte a capela de Santa Ana. Existem também duas capelas de invocação a São José, ambas particulares; uma na Quinta de São José do Barrilário (1747) e outra na Quinta do Vilarinho. A Quinta do Temilobos possui também uma capela da segunda metade do século XIX dedicada à Nossa Senhora da Conceição. Em São Joaninho refira-se a capela da Nossa Senhora do Carmo (reconstruída em 1898).
A freguesia é produtora de vinhos de mesa e vinhos generosos (vinho do Porto) de excelente qualidade. Nesta zona abundam as quintas onde se trabalha debaixo de temperaturas que no verão facilmente ultrapassam os 35 graus Celsius. Para além do vinho, também se produz bastante azeite e de muito boa qualidade.
Uma cultura que foi muito popular no século passado foi a do sumagre (arbusto que dá um fruto redondo avermelhado e que tem aplicação em tinturaria e farmácia). Este produto era vendido para Vila Real (a 3$50 a arroba) para a indústria de curtumes.
De Vacalar eram naturais os beneméritos Gaspar e Manuel Cardoso que deixaram uma considerável fortuna para a construção do Hospital de Armamar. Os seus bustos podem ser vistos na fachada do edifício, atualmente propriedade da Fundação Gaspar e Manuel Cardoso, onde funciona o Centro de Saúde.
A freguesia foi criada pelo decreto-lei nº 41.963, de 18/11/1958, com lugares da freguesia de Armamar.

## Demografia
A população registada nos censos foi:
| Distribuição da População por Grupos Etários | Distribuição da População por Grupos Etários | Distribuição da População por Grupos Etários | Distribuição da População por Grupos Etários | Distribuição da População por Grupos Etários |
| -------------------------------------------- | -------------------------------------------- | -------------------------------------------- | -------------------------------------------- | -------------------------------------------- |
| Ano                                          | 0-14 Anos                                    | 15-24 Anos                                   | 25-64 Anos                                   | > 65 Anos                                    |
| 2001                                         | 39                                           | 41                                           | 125                                          | 58                                           |
| 2011                                         | 23                                           | 24                                           | 106                                          | 52                                           |
| 2021                                         | 14                                           | 18                                           | 85                                           | 55                                           |